# Limon (Nièvre)
Limon és un municipi francès, situat al departament del Nièvre i a la regió de Borgonya - Franc Comtat. L'any 2007 tenia 172 habitants.

## Demografia

### Població
El 2007 la població de fet de Limon era de 172 persones. Hi havia 68 famílies, de les quals 16 eren unipersonals (12 homes vivint sols i 4 dones vivint soles), 16 parelles sense fills, 28 parelles amb fills i 8 famílies monoparentals amb fills.
La població ha evolucionat segons el següent gràfic:
Habitants censats

### Habitatges
El 2007 hi havia 84 habitatges, 69 eren l'habitatge principal de la família, 12 eren segones residències i 3 estaven desocupats. Tots els 84 habitatges eren cases. Dels 69 habitatges principals, 57 estaven ocupats pels seus propietaris, 9 estaven llogats i ocupats pels llogaters i 3 estaven cedits a títol gratuït; 7 tenien dues cambres, 16 en tenien tres, 12 en tenien quatre i 34 en tenien cinc o més. 50 habitatges disposaven pel capbaix d'una plaça de pàrquing. A 33 habitatges hi havia un automòbil i a 31 n'hi havia dos o més.

### Piràmide de població
La piràmide de població per edats i sexe el 2009 era:
| Homes | Edats   | Dones |
| ----- | ------- | ----- |
| 0     | 95 o +  | 0     |
| 0     | 90 a 94 | 4     |
| 8     | 85 a 89 | 8     |
| 4     | 80 a 84 | 0     |
| 8     | 75 a 79 | 12    |
| 16    | 70 a 74 | 20    |
| 8     | 65 a 69 | 12    |
| 4     | 60 a 64 | 12    |
| 16    | 55 a 59 | 0     |
| 4     | 50 a 54 | 0     |
| 16    | 45 a 49 | 8     |
| 8     | 40 a 44 | 8     |
| 16    | 35 a 39 | 12    |
| 8     | 30 a 34 | 4     |
| 16    | 25 a 29 | 12    |
| 0     | 20 a 24 | 0     |
| 4     | 15 a 19 | 4     |
| 12    | 10 a 14 | 8     |
| 12    | 5 a 9   | 4     |
| 16    | 0 a 4   | 0     |

## Economia
El 2007 la població en edat de treballar era de 103 persones, 83 eren actives i 20 eren inactives. De les 83 persones actives 75 estaven ocupades (43 homes i 32 dones) i 8 estaven aturades (3 homes i 5 dones). De les 20 persones inactives 10 estaven jubilades, 8 estaven estudiant i 2 estaven classificades com a «altres inactius».

### Ingressos
El 2009 a Limon hi havia 66 unitats fiscals que integraven 175,5 persones, la mediana anual d'ingressos fiscals per persona era de 15.626 €.

### Activitats econòmiques
Dels 5 establiments que hi havia el 2007, 1 era d'una empresa extractiva, 1 d'una empresa de fabricació d'altres productes industrials, 1 d'una empresa de comerç i reparació d'automòbils, 1 d'una empresa de serveis i 1 d'una empresa classificada com a «altres activitats de serveis».
L'any 2000 a Limon hi havia 5 explotacions agrícoles.

## Poblacions més properes
El següent diagrama mostra les poblacions més properes.